# Catherine Dallaire
Catherine Dallaire est une violoniste canadienne née en 1969, à Chicoutimi (Québec). Elle occupe le rôle de violon solo par intérim à l’Orchestre symphonique de Québec et est professeure au conservatoire de musique du Québec.

## Biographie

### Enfance et formations
Catherine Dallaire en 1969 à Chicoutimi, dans la région du Saguenay-Lac-Saint-Jean au Québec. Grandissant dans une famille de musiciens, Catherine Dallaire souhaite commencer l’apprentissage du violon dès l’âge de 2 ans. La trouvant encore trop jeune pour jouer du violon, sa mère la laisse seulement commencer des cours d’instrument à quatre ans. C’est à l’âge de dix ans qu’elle fait son entrée au conservatoire de musique du Québec d’où elle est diplômée en 1986, âgée de 17 ans. Elle y prend des cours avec les violonistes Jean Angers et Jean-Louis Rousseau. En 1986, elle fait voyage jusqu’au États-Unis afin de peaufiner ses techniques avec le célèbre violoniste américain Aaron Rosand à l’institut de musique Curtis située dans la ville de Philadelphie. Elle se forme également auprès du violoniste canadien Lorand Fenyves au Banff centre school of fine arts en Alberta, ainsi qu’auprès du distingué violoniste français Jacques Isralievitch à l’Académie Orford musique située dans la région d’Estrie.

### Carrière
En 1984, Catherine Dallaire participe à la création des Violons du Roy, un orchestre de chambre avec qui elle joue à partir de sa création jusqu’à 1992. Elle y occupe d’ailleurs le rôle de Co-violon solo de 1990 à 1992. En 1987, elle devient violon solo des Jeunes virtuoses de Montréal ainsi que de l’Orchestre des jeunes du Québec. C’est finalement en 1988 qu’elle intègre l’Orchestre symphonique de Québec en tant que violon associé et occupe présentement le poste de violon solo par intérim.
Au cours de sa carrière, elle joue avec plusieurs ensembles de musique de chambre dont le Quatuor Québec et ce à différents évènements dont le Festival d’été de Québec, le festival Orford, le festival international du domaine Forget et le festival de musique de Lachine. Invitée par plusieurs chefs d’orchestre tels que Simon Streatfeild, Yoav Talmi, Pascal Verrot et Fabien Gabel, elle joue comme invitée avec l'orchestre symphonique de Québec. Elle fait également apparition en tant que soliste invitée avec l’orchestre symphonique de Lévis et Les violons du Roy.
Catherine Dallaire participe à la formation de jeunes musiciens en étant mentore auprès de l’orchestre mondial des jeunesses musicales. De plus, elle enseigne au Conservatoire de musique du Québec.

## Discographie

### En collaboration
- 1993 : Le Quatuor Alcan et le Quatuor Québec : Octuors et Octets[7]
- 2000 : Modus Vivendi[8]
- 2000 : À la recherche du petit prince - Claire Montambault[9]

## Concerts

### Avec l'Orchestre symphonique de Québec
- 2004 : L'elisir d'Amore de Donizetti - Opéra de Québec[10]
- 2005 : Les contes d'Hoffman d'Offenbach - Opéra de Québec[10]
- 2005 : Madama Butterfly de Puccini - Opéra de Québec[10]
- 2006 : Carmen de Bizet - Opéra de Québec[10]
- 2006 : La Bohème de Puccini - Opéra de Québec [10]
- 2011 : Le Rossignol et autres fables de Stravinsky - Festival Opéra de Québec [10]